# Слободен печат
„Слободен печат“ (на македонска литературна норма: Слободен печат, на книжовен български език Свободен печат) е всекидневен вестник от Република Македония, със седалище град Скопие.
Първият брой на вестника излиза на 19 октомври 2013 година. Главен редактор е Бранко Героски, а негови заместници Злате Лозановски и Жарко Йордановски, и двамата бивши редактори в „Дневник“. В редакцията влиза и Ясмина Апостолова, а на задните страници на „Слободен печат“ отново се появява Пецко на карикатуриста Дарко Маркович. Идията на Героски е да направи вестник свободен от притиска на властта, който предлага „критичен дискурс, критично новинарство“.
На 26 октомври 2016 година вестникът е купен от сръбската издателска компания Адриа Медиа Груп – Адриа Медиа Груп става собственик на новата компания „Адриа Медиа Балкан“, която издава вестника.